# المقماح (العدين)

تعديل مصدري - تعديل

المقماح محلة تابعة لقرية حرض، التابعة لعزلة خباز بمديرية العدين إحدى مديريات محافظة إب في الجمهورية اليمنية.، بلغ تعداد سكانها 118 حسب تعداد اليمن لعام 2004.